# Cleverman
Cleverman ist eine australisch-US-amerikanische Science-Fiction-Fernsehserie, die am 1. Juni 2016 ihre Premiere beim US-amerikanischen Sender SundanceTV und tags darauf beim australischen Sender ABC hatte. Schon einen Tag nach Erstausstrahlung wurde die Serie um eine zweite, erneut aus sechs Folgen bestehende Staffel verlängert.
Eine deutschsprachige Erstausstrahlung wird seit 5. September 2017 beim Sender One der ARD ausgestrahlt, bereits gesendete Folgen sind für gewisse Zeit sowohl im englischsprachigen Original mit deutschen Untertiteln sowie deutsch synchronisiert online auf funk.net abzurufen.

## Inhalt
Australien in der nahen Zukunft: Unter den Menschen leben „Hairies“ (Haarige, Behaarte), die dem mythologischen Bild der Aborigine-„Yowies“ entsprechen. Hauptfigur der Serie ist ein „Clever man“, ein Nachfahre des letzten Auserwählten unter den Aborigines, der die Aufgabe hat, Brücken zwischen Menschen und Hairies zu bauen. In einer dystopischen Zukunft schließt er sich dem Kampf gegen die sein Volk unterdrückende „Containment Authority“ an.